# شاري (آن)
شاري (بالفرنسية: Charix)‏ هي بلدية فرنسية تقع في إقليم الأين في فرنسا. رمز إنسي لها هو:1087. أما الرمز البريدي لها فهو: 1130.